# Фільтр гравійний
Фільтр гравійний (рос. фильтр гравийный; англ. gravel  (packed) filter; нім. Kiesfilter m, Gravelpackung f) – конструкція стовбура свердловини, в якій створено циліндричне кільце із різнозернистого піску (гравію) в межах пласта продуктивного. Фільтр гравійний являє собою каркас, що заповнений гравійно-піщаною засипкою, яка пропускає нафту, газ і воду, затримує пластовий пісок і встановлюється на вибої свердловини.